# Melanoptila
Melanoptila is een geslacht van zangvogels uit de familie spotlijsters (Mimidae).

## Soorten
Het geslacht kent de volgende soort:
- Melanoptila glabrirostris – Zwarte katvogel